# فیدر لیتک (۱۹۰۹ یخ‌شکن)
فیدر لیتک (۱۹۰۹ یخ‌شکن) (به انگلیسی: Fyodor Litke (1909 icebreaker)) یک کشتی است. این کشتی در سال ۱۹۰۹ ساخته شد.